# Étienne Harding
Pour les articles homonymes, voir Étienne, Saint Étienne et Harding.
 (mai 2008).
Améliorez-le ou discutez des points à vérifier. 

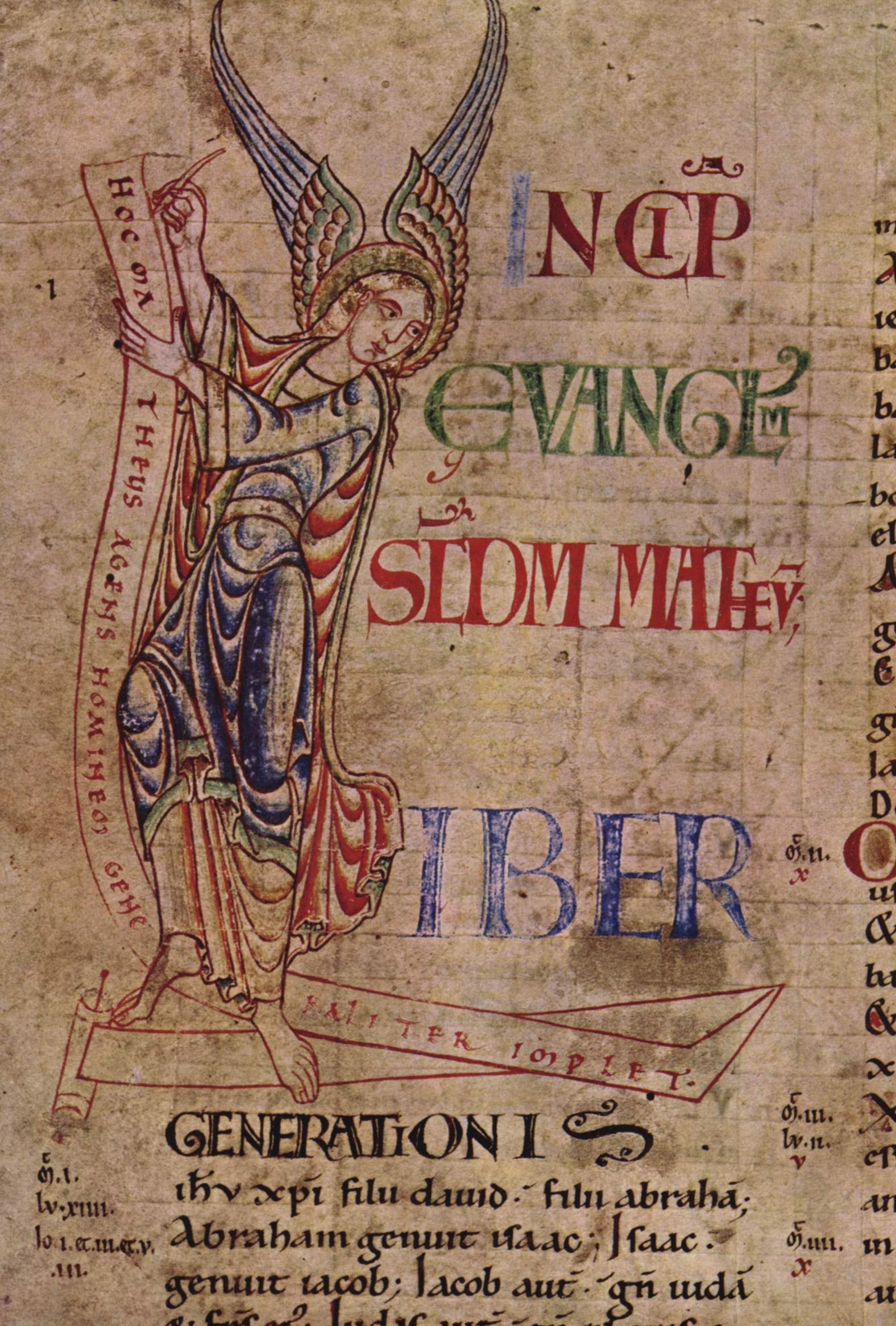
Folio de la Bible d'Étienne Harding.

Étienne Harding (Dorset, Angleterre, seconde moitié du XIe siècle 1060 - 28 mars 1134), est un saint catholique, prieur puis abbé de l'abbaye de Cîteaux de 1108 à 1133/1134, rédacteur notamment de la Charte de charité cistercienne.

## Sources et Vie
Étienne Harding est né dans le Royaume d'Angleterre. Il est l'un des fondateurs de l'ordre cistercien et devient abbé de Cîteaux de 1108 à 1133/34.
Il ne reste que de rares sources écrites le concernant, à savoir trois lettres : l'une s'adressant au roi Louis VI (avril 1129), une autre au pape Honorius II (mai 1129) et une dernière aux moines de Sherbone (vers 1130).
Il entre en conflit avec le roi Louis VI le Gros dans le cadre de la réforme "grégorienne". Dans une lettre destinée au roi d'avril 1129, il menace Louis d'écrire au pape pour dénoncer ses agissements. Menace qu'il met à exécution dès le mois de mai. De plus, aucune donation à Cîteaux n'est faite par le roi au cours de l'abbatiat d'Étienne. Au contraire, Cîteaux reçoit des donations de comtes alliés des Anglais dans le conflit face au roi, comme c'est le cas de Thibaut de Champagne ou de Foulques d’Anjou, ce qui a probablement contribué à attiser les tensions.
Il entretient des contacts personnels et directs avec plusieurs papes : Calixte II approuve la Charte de charité dès son élection en 1119, Innocent II le charge avec Bernard de Clairvaux, de régler un différend entre abbés.
Il meurt le 28 mars 1134 à Cîteaux.

## Règle cistercienne
Natif du Royaume d'Angleterre, saint Étienne parlait quatre langues : l'anglo-saxon, le normand, le français et le latin. Il mena à terme la réforme liturgique commencée avant lui. Pour reprendre l'ordonnance de la Règle, il y avait beaucoup à faire par rapport à la pratique de Cluny, aux ofﬁces démesurément allongés, au faste abondant. On rejeta ce qui, par le nombre ou la longueur, excédait les directives de la Règle. Par souci d'authenticité, comme pour la Bible, on rechercha ce qui semblait le meilleur, et pour cela on alla jusqu'à Metz et même jusqu'à Milan : on y recopia textes et musique des livres liturgiques, hymnaire, graduel, antiphonaire. Étienne édicta aussi des règles fermes et précises dans le détail pour tout ce qui concernait l'église, les ornements, les objets du culte, les vêtements liturgiques, retranchant impitoyablement tout ce qui sentait l'ostentation et le superﬂu, instaurant partout pauvreté et simplicité pour favoriser l'élévation du cœur vers Dieu.

## Hymnaire cistercien
Étienne Harding, devenu abbé de Cîteaux, envoya ses copistes à Metz (siège de la tradition du chant carolingien) et à Milan afin de recopier les sources connues les plus anciennes pour les hymnes de saint Ambroise.
C'est ainsi que vers 1098 Étienne Harding précise à la préface de l'hymnaire (recueil de toutes les hymnes adoptées par les cisterciens) : « Nous faisons connaître aux fils de la sainte église que ces hymnes, certainement composées par le bienheureux archevêque Ambroise, nous les avons fait rapporter de l'église de Milan où elles sont chantées, en ce lieu qui est le nôtre, à savoir le Nouveau Monastère. D'un commun accord avec nos frères, nous avons décidé qu'elles seules, et nulle autre, seraient désormais chantées par nous, et par tous ceux qui viendront après nous. Car ce sont ces hymnes ambrosiennes, que notre bienheureux père et maître Benoît nous invite à chanter dans sa règle, que nous avons décidé d'observer en ce lieu avec le plus grand soin ».

## Bible de Cîteaux et idéologie
Étienne fit copier une bible monumentale dont le texte est le résultat d'un révision soignée des textes de la Bible latine de Jérôme, la Vulgate. Il en résulte une recension du texte latin à partir du texte grec et surtout du texte hébreu, révisé  avec l'aide de rabbins juifs.
L'historienne Alessia Trivellone a démontré que les différentes illustrations de cette Bible possèdent des originalités qui traduisent et révèlent l'implication d'Étienne Harding dans la réforme "grégorienne". Les miniatures présentent une conception ecclésiologique cohérente dans laquelle l’Église est présentée en lutte face à des attaques extérieures, elle se tient prête à riposter en position défensive. Les motifs iconographiques représentant des scènes bibliques tendent à souligner la supériorité de l'Église face au roi. Ils rendent aussi visible le conflit entre Étienne Harding et le roi Louis VI.

## Stylistique de Cîteaux

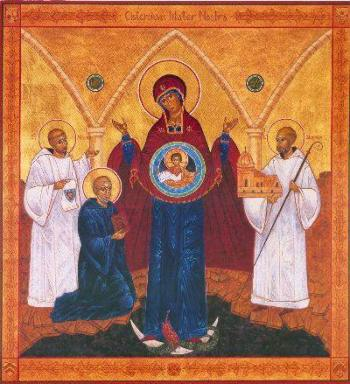
Les trois fondateurs de Cîteaux : saints Robert, Albéric, et Étienne Harding. Cette peinture commémore et décrit la fondation en 1111, montrant les trois saints vénérant la Vierge Marie.

Trois styles peuvent être distingués dans les enluminures de Cîteaux au XIIe siècle :
- Le premier, le plus connu, se distingue par l'exilité de ses sujets. Qu'il s'agisse d'êtres humains, d'animaux ou d'entrelacs végétaux ornant les lettrines  ou de lettres composées elles-mêmes de plusieurs personnages, l'inspiration que les moines peintres tiraient de leur environnement quotidien alliée à la qualité artistique de l'exécution font des œuvres de cette série l'un des sommets de l'enluminure, et ceci malgré certaines restrictions imposées par l'exigence de simplicité propre à Cîteaux, comme le nombre réduit des couleurs employées ou encore l'utilisation du parchemin lui-même comme fond.

- Le deuxième style, qui s'épanouit à partir des années 1120, est dit « byzantin » en raison des influences orientales qu'il révèle. Celles-ci se manifestent dans le caractère hiératique de compositions pouvant occuper une pleine page, mais aussi dans certains détails décoratifs, grecques ou arabesques.

- C'est aux exhortations de saint Bernard en faveur du dépouillement que l'on attribue le troisième style, caractérisé par des lettres monochromes, ce qui n'empêche pas la polychromie au sein d'un même mot par juxtaposition de lettres de couleurs différentes. Étant donné les contraintes imposées, la créativité artistique se réfugie dans la finesse du trait et la richesse des filigranes qui atteignent alors des sommets, tandis que la palette utilisée s'enrichit de nouveaux coloris. Ce style apparaît à une période de définition des règles de fonctionnement de l'Ordre en pleine expansion qui est, par conséquent également, un moment de grande production de livres.